# Ludobójstwo Herero i Namaqua

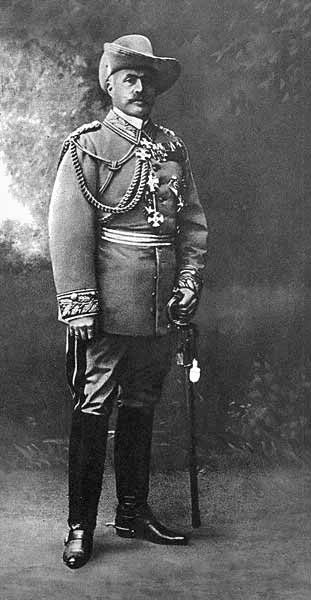
Generał Lothar von Trotha

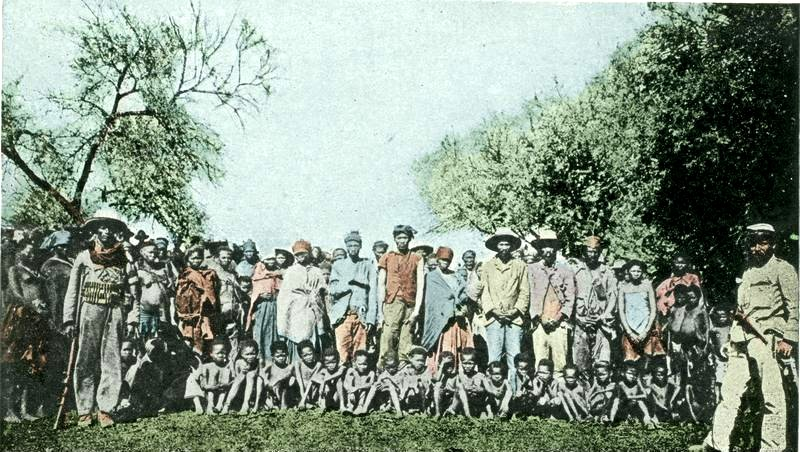
Jeńcy z plemienia Herero

Ludobójstwo Herero i Namaqua – brutalne stłumienie przez wojska Cesarstwa Niemieckiego powstania afrykańskich ludów Herero i Namaqua, które uznawane jest za pierwsze ludobójstwo XX wieku .
Ludobójstwo miało miejsce w latach 1904–1907/1908 w Niemieckiej Afryce Południowo-Zachodniej (dzisiejsza Namibia) podczas tzw. wyścigu o Afrykę. Doprowadziło do prawie całkowitego wyniszczenia Hererów, których liczba zmniejszyła się w okresie trwania konfliktu z 80 tysięcy do około 15 tys. „wygłodzonych uchodźców”. Pod koniec 1905 roku powstanie wznieciło także plemię Nama, które spotkał podobny los co Herero.

## Wybuch powstania
W styczniu 1904 roku członkowie plemienia Herero pod wodzą Samuela Maharera zbuntowali się przeciwko niemieckiej ekspansji kolonialnej na tereny przez nie zamieszkane. Powstańcy zaatakowali osiedla niemieckich kolonistów, zabijając ponad 100 osób, w tym kobiety. W pierwszych tygodniach powstania przewaga Hererów była wyraźna. Zagrozili oni nawet stolicy Niemieckiej Afryki Południowo-Zachodniej – Windhuk.
W sierpniu 1904 w Afryce wylądował przysłany z Europy 15-tysięczny niemiecki korpus ekspedycyjny, na którego czele stanął generał Lothar von Trotha, który wydał pierwszy udokumentowany rozkaz ludobójstwa. Trotha głosił, że: „moja polityka polegała i polega na stosowaniu siły, skrajnego terroru, a nawet okrucieństwa”. W decydującej bitwie pod Waterbergiem Niemcy pokonali rebeliantów. Trotha rozmyślnie pozwolił wojownikom Herero wymknąć się z okrążenia wraz z towarzyszącymi im rodzinami, po czym wyparł ich na skraj pustyni Omaheke (zachodnia odnoga pustyni Kalahari), zagradzając równocześnie rebeliantom dostęp do źródeł wody.

## Eksterminacja Herero i Namaqua
Po zepchnięciu Herero na tereny pustynne Trotha rozkazał odczytać im proklamację, w której ogłaszał, że utracili oni status poddanych niemieckiego cesarza i muszą opuścić tereny Niemieckiej Afryki Południowo-Zachodniej. Zagroził jednocześnie, że każdy Herero, który pozostanie na terytorium kolonii zostanie zabity – bez względu na wiek czy płeć. W rozmowach z gubernatorem Niemieckiej Afryki Południowo-Zachodniej Trotha nie ukrywał, że jego celem jest całkowita eksterminacja zbuntowanego ludu.
Przez dwa miesiące Hererowie wegetowali na pustyni Omaheke. Niemieckie wojsko blokowało im dostęp do źródeł wody i zabijało każdego, kto usiłował się do nich zbliżyć. W efekcie tysiące Herero zginęło na skutek głodu i pragnienia. Pod wpływem protestów niemieckiej i międzynarodowej opinii publicznej cesarz Wilhelm II rozkazał przerwanie akcji pacyfikacyjnej. Wbrew dyrektywom z Berlina Trotha kontynuował jednak politykę represji. Pozostali przy życiu członkowie plemienia Herero zostali umieszczeni w obozach koncentracyjnych, gdzie oznakowano ich literami GH (niem. Gefangene Herero). Byli zmuszani do katorżniczej pracy przy budowie linii kolejowej z Zatoki Lüderitza do Keetmanshoop, a niemieccy koloniści dokonywali na nich licznych mordów i gwałtów. Przede wszystkim zabijano niezdolnych do pracy Herero, których zakłuwano bagnetami, aby zaoszczędzić amunicję. Duża część jeńców, którzy nie mogli pracować, została umieszczona na tzw. Shark Island w pobliżu miasta Lüderitz, gdzie znajdował się jeden z pierwszych na świecie obozów śmierci. W obozie tym zmarło ok. 3500 Afrykanów.
W Namibii niemieccy lekarze Eugen Fischer, Fritz Lenz, Erwin Baur oraz Hugo Bofinger prowadzili na ocalałych z pogromu Herero rasowe badania medyczne. Niemieccy naukowcy analizowali w nich 778 głów Herero oraz Nama uciętych jeńcom, które posłużyły im jako pomoce naukowe w pseudonaukowych opracowaniach dotyczących teorii i higieny ras.

## Polskie reakcje na działania Niemców wobec ludów Herrero i Nama
Postępowanie władz niemieckich spotkało się z oburzeniem polskiej opinii publicznej. Krytykę niemieckiego wojska i administracji kolonialnej podjęto na łamach licznych polskich czasopism, niezależnie od zaboru i odcienia politycznego. Redakcja „Wielkopolanina” piętnując obłudę niemieckich dowódców pisała: 

Z jakiemż to oburzeniem historycy niemieccy wspominają o zdobywcach hiszpańskich z 15 i 16 wieku, i ich tępieniu indyan amerykańskich. Istotnie Hiszpanie, anglicy i inni zdobywcy straszliwe wśród dzikich ludów sprawiali rzezie, lecz działo się to kilkaset lat wstecz. Przyjrzyjmy się działaniu kulturników niemieckich w wieku »oświaty i postępu« w wieku dwudziestym. O sposobach walki przeciwko murzynom najlepiej pouczy orędzie i rozkazy dzienne główno komenderującego, Jenerała Trotha”.

Natomiast na łamach socjalistycznej  „Trybuny” Władysław Gumplowicz (pseud. Górkowski), napisał:

Istotne znaczenie kolonii dla Niemiec polega na tem, że służą one rządzącej klice pruskiej jako śmietnik dla odpadków swojskiej biurokracyi, szlagonokracyi i porucznikokracyi. Syn landrata, sądownie skazany za szulerstwo, oficer z rodziny szlachetnej, którego trzeba było usunąć z pułku za zbyt nieludzkie znęcanie się nad żołnierzami; tknięty sadyzmem matołek z krwi książęcej — oto kandydaci na najwyższe godności w koloniach. Łatwo sobie wyobrazić, jak takie jednostki się panoszą tam, gdzie nie dosięga ich żadna skuteczna kontrola. Dodajmy, że zarząd kolonij z królewską rozrzutnością, przypominającą stosunki rosyjskie i prawdopodobnie mającą mniej więcej takie same przyczyny, rozdaje ziemie rządowe różnym bandycko-kapitalistycznym »towarzystwom dla wyzyskania (czytaj wyniszczenia) przyrodzonych bogactw kraju« (…). Wobec tego wszystkiego już nas dziwić nie może, że głównym środkiem wymiaru sprawiedliwości w koloniach niemieckich jest chłosta, że gubernatorowie i ich podwładni zakładają sobie haremy z zabranych przemocą córek i żon krajowców, i że swawolne zabójstwa pod pretekstem wymiaru kary są częste….

## Podsumowanie
W wyniku tego konfliktu według różnych szacunków zginęło od 24 do ponad 100 tysięcy Herero oraz 10 tys. Nama. Po zakończeniu powstania przy życiu pozostawało zaledwie 15 tys. Herero. Zostali oni całkowicie wywłaszczeni, poddani nadzorowi policyjnemu i zmuszeni do przymusowej pracy na farmach należących do białych kolonistów. Jedną czwartą ocalałych wysiedlono do innych regionów Niemieckiej Afryki Południowo-Zachodniej lub do innych niemieckich posiadłości kolonialnych w Afryce.
Ludobójstwo to polegało na skazaniu całej społeczności na pewną śmierć poprzez wygnanie na pustynię Namib i blokowanie dostępu do żywności i źródeł wody.
W 1985 podkomisja praw człowieka Organizacji Narodów Zjednoczonych opublikowała tzw. Raport Whitakera, który określił eksterminację plemion Herero i Nama z Afryki Południowo-Zachodniej jako pierwsze ludobójstwo XX wieku na świecie. W 2004 roku niemiecki rząd przyznał się do odpowiedzialności za te wydarzenia i oficjalnie za nie przeprosił.
W czerwcu 2021 roku, po siedmiu latach negocjacji rządu RFN z rządem Namibii oraz przedstawicielami ludów Herero i Nama, strona niemiecka zobowiązała się do wypłacenia Namibii ponad miliarda euro zadośćuczynienia (oficjalnie „pomocy rozwojowej”), podkreślając przy tym, że nie są to reparacje bądź odszkodowania, ponieważ w takim wypadku mogłoby to stanowić precedens dla innych dawnych kolonii niemieckich. Przedstawiciele Herero i Nama odrzucili to porozumienie, gdyż domagali się kwoty 30 miliardów euro, a także otrzymania pieniędzy bezpośrednio.

## Odniesienia
W 2005 powstał film dokumentalny o eksterminacji namibijskich ludów pt. Namibia. Genocide and the Second Reich (pol. Namibia. Ludobójstwo a II Rzesza) w reż. Davida A. Olusogiego.
Odniesienie do tego wydarzenia zawarto w utworze pt. „Extermination Order” na albumie Wanderer z 2016, niemieckiej grupy muzycznej Heaven Shall Burn.